# 普什卡希鄉
46°37′N 27°38′E / 46.617°N 27.633°E
普什卡希鄉（羅馬尼亞語：Comuna Pușcași, Vaslui），是羅馬尼亞的鄉份，位於該國東北部，由瓦斯盧伊縣負責管轄，面積29平方公里，海拔高度150米，2007年人口3,602，人口密度每平方公里123人。